# 7月7日 (曲)
『7月7日』（しちがつなのか）は、スターダストレビュー33枚目のシングル。1998年5月21日に発売された。

## 収録曲
1. 7月7日
作詞：康珍化
作曲：根本要
編曲：鳥山雄司
日本テレビ系列『ぶらり途中下車の旅』エンディング･テーマ
2. 夢の中から
作詞：柿沼清史/寺田正美
作曲・メインボーカル：柿沼清史
編曲：スターダストレビュー・光田健一
3. 7月7日（オリジナル・カラオケ）